# سی موس کانیلی
سی موس کانیلی (انگلیسی: Seamus Conneely؛ زادهٔ ۹ ژوئیهٔ ۱۹۸۸) بازیکن فوتبال اهل بریتانیا است.
از باشگاه‌هایی که در آن بازی کرده‌است می‌توان به باشگاه فوتبال اسلایگو راورز، باشگاه فوتبال شفیلد یونایتد، باشگاه فوتبال آلفرتون تاون، و باشگاه فوتبال آکرینگتون استنلی اشاره کرد.
وی همچنین در تیم‌های ملی فوتبال زیر ۲۱ سال جمهوری ایرلند و Republic of Ireland national under-23 football team بازی کرده‌است.